# Стубал (Блаце)
Стубал је насеље у Србији у општини Блаце у Топличком округу. Према попису из 2022. било је 291 становника (према попису из 1991. било је 467 становника).

## Демографија
У насељу Стубал живи 340 пунолетних становника, а просечна старост становништва износи 46,2 година (45,3 код мушкараца и 47,0 код жена). У насељу има 136 домаћинстава, а просечан број чланова по домаћинству је 2,91.
Ово насеље је у потпуности насељено Србима (према попису из 2002. године), а у последња три пописа, примећен је пад у броју становника.
|  |

| Демографија | Демографија | Демографија |
| Година      | Становника  | Становника  |
| ----------- | ----------- | ----------- |
| 1948.       | 558         |             |
| 1953.       | 544         |             |
| 1961.       | 505         |             |
| 1971.       | 490         |             |
| 1981.       | 470         |             |
| 1991.       | 467         | 448         |
| 2002.       | 396         | 423         |

| Етнички састав према попису из 2002.‍ | Етнички састав према попису из 2002.‍ | Етнички састав према попису из 2002.‍ | Етнички састав према попису из 2002.‍ | Етнички састав према попису из 2002.‍ |
| ------------------------------------ | ------------------------------------ | ------------------------------------ | ------------------------------------ | ------------------------------------ |
|                                      |                                      |                                      |                                      |                                      |
| Срби                                 | Срби                                 |                                      | 396                                  | 100,0%                               |
| непознато                            | непознато                            |                                      | 0                                    | 0,0%                                 |

| Година пописа     | 1948. | 1953. | 1961. | 1971. | 1981. | 1991. | 2002. |
| ----------------- | ----- | ----- | ----- | ----- | ----- | ----- | ----- |
| Број домаћинстава | 98    | 99    | 115   | 129   | 138   | 137   | 136   |

| Број чланова      | 1  | 2  | 3  | 4  | 5  | 6 | 7 | 8 | 9 | 10 и више | Просек |
| ----------------- | -- | -- | -- | -- | -- | - | - | - | - | --------- | ------ |
| Број домаћинстава | 22 | 49 | 28 | 13 | 14 | 2 | 6 | 2 | 0 | 0         | 2,91   |

| Пол    | Укупно | Неожењен/Неудата | Ожењен/Удата | Удовац/Удовица | Разведен/Разведена | Непознато |
| ------ | ------ | ---------------- | ------------ | -------------- | ------------------ | --------- |
| Мушки  | 172    | 48               | 111          | 9              | 4                  | 0         |
| Женски | 180    | 30               | 109          | 32             | 7                  | 2         |
| УКУПНО | 352    | 78               | 220          | 41             | 11                 | 2         |

| Пол    | Укупно                    | Пољопривреда, лов и шумарство | Рибарство                            | Вађење руде и камена | Прерађивачка индустрија       |
| ------ | ------------------------- | ----------------------------- | ------------------------------------ | -------------------- | ----------------------------- |
| Мушки  | 70                        | 27                            | 0                                    | 0                    | 17                            |
| Женски | 49                        | 15                            | 0                                    | 0                    | 16                            |
| УКУПНО | 119                       | 42                            | 0                                    | 0                    | 33                            |
| Пол    | Производња и снабдевање   | Грађевинарство                | Трговина                             | Хотели и ресторани   | Саобраћај, складиштење и везе |
| Мушки  | 0                         | 6                             | 7                                    | 5                    | 1                             |
| Женски | 0                         | 2                             | 5                                    | 1                    | 1                             |
| УКУПНО | 0                         | 8                             | 12                                   | 6                    | 2                             |
| Пол    | Финансијско посредовање   | Некретнине                    | Државна управа и одбрана             | Образовање           | Здравствени и социјални рад   |
| Мушки  | 0                         | 1                             | 0                                    | 0                    | 1                             |
| Женски | 2                         | 0                             | 2                                    | 2                    | 3                             |
| УКУПНО | 2                         | 1                             | 2                                    | 2                    | 4                             |
| Пол    | Остале услужне активности | Приватна домаћинства          | Екстериторијалне организације и тела | Непознато            | Непознато                     |
| Мушки  | 4                         | 0                             | 0                                    | 1                    | 1                             |
| Женски | 0                         | 0                             | 0                                    | 0                    | 0                             |
| УКУПНО | 4                         | 0                             | 0                                    | 1                    | 1                             |